# Carlo De Vincentiis (medico)
Carlo De Vincentiis (Napoli, 19 agosto 1849 – Napoli, 14 maggio 1904) è stato un medico e chirurgo italiano.
Si occupò di oftalmologia. Cavaliere e commendatore della Corona d'Italia, fu nominato professore onorario dell'Università degli Studi di Palermo nel 1901. La maggior parte dei suoi saggi e pubblicazioni sono stati raccolti in Lavori in oftalmologia, editi a Napoli nel 1909.